# Хауг, Норберт
Норберт Хауг (нем. Norbert Haug; род. 24 ноября, 1952) — немецкий журналист и вице-президент Mercedes-Benz Motorsport. Один из самых успешных деятелей компании Mercedes-Benz в области автоспорта.

## Карьера журналиста
Карьеру журналиста Хауг начал в городе Пфорцхайм, вступив в качестве стажера в газету «Pforzheimer Zeitung». Затем он перешёл в издательский дом «Моtor-Presse-Verlag», который находился в Штутгарте, где стал главой автоспортивного отделения издательства.

## Работа в Mercedes-Benz
Норберт Хауг присоединился к компании Mercedes-Benz в 1990 году. И практически сразу же он становится главой фирменной команды в чемпионатах DTM и ITC. Под его руководством Клаус Людвиг одержал победу в  DTM в 1992 и 1993 годах, Бернд Шнайдер одновременно завоевывает титулы чемпиона DTM и ITC в 1995 году. В 2000-м Mercedes-Benz в лице Норбета Хауга сыграл значительную роль в восстановлении чемпионата DTM.

### Формула-1
Под руководством Хауга, спустя почти 40 лет, компания Mercedes-Benz вновь вернулась в гонки Больших Призов. В 1993 году Хауг договорился о партнерстве с Петером Заубером, команда которого успешно выступала в гонках спортпрототипов, представляя компанию Мерседес и готовилась к приходу в Формулу-1. В результате на болидах Заубера, появились логотипы компании Мерседес и двигатели Ilmor, подконтрольной концерну. В 1995 году Хауг заключает договор на поставку двигателей команде McLaren.

## Личная жизнь
Женат, имеет дочь.